# Тимро (хоккейный клуб)
Хокке́йный клуб «Тимро» (швед. Timrå IK) — профессиональный хоккейный клуб, представляющий одноимённый шведский город. В сезоне 2018-19 выступает в Шведской хоккейной лиге, первой по силе лиге шведского хоккея. Домашняя арена — NHK Арена — вмещает 6 000 зрителей.

## История
Клуб был основан в 1938 году после слияния «Вифставарвс ИК» и «Острандс ИФ». В 1966 году команда получила своё нынешнее название, однако в период с 1990 по 1996 год клуб назывался «Сундсвалль/Тимро Хоккей» («СТ Хоккей»). Высшим достижением клуба являются два полуфинала Шведской элитной серии.

## Названия клуба
- Wifsta/Östrands IF (1942–1963)
- Wifsta/Östrand–Fagerviks IF (1963–1966)
- Timrå IK (1966–1990)
- Sundsvall/Timrå Hockey (1990–1994)
- ST Hockey (1994–1995)
- Timrå IK (seit 1995)

## Изъятые номера
- 5  Леннарт Сведберг
- 20  Хенрик Зеттерберг

## Известные игроки
- Аки Берг
- Микка Кипрусофф
- Матс Нэслунд
- Петер Нюландер
- Павел Роса
- Адам Свобода
- Петр Тенкрат
- Микко Лехтонен
- Магнус Пяяйарви Свенссон
- Кирилл Старков
- Петер Регин
- Петр Часлава
- Фредрик Модин
- Игорь Матушкин
- Камил Пирош
- Дмитрий Старостенко
- Антон Строльман